# Pseudorlaya pumila
Pseudorlaya pumila là một loài thực vật có hoa trong họ Hoa tán. Loài này được (L.) Grande miêu tả khoa học đầu tiên năm 1925.